# ميخائيل باشر
ميخائيل باشر (بالإيطالية: Michael Bacher)‏ هو لاعب كرة قدم إيطالي في مركز الوسط، ولد في 19 فبراير 1988 في بريكسن في إيطاليا. شارك مع منتخب إيطاليا تحت 17 سنة لكرة القدم. أما مع النوادي، فقد لعب مع نادي سودتيرول ونادي كريمونيسي.

## وصلات خارجية
- ميخائيل باشر على موقع قاعدة بيانات كرة القدم.إي يو (الإنجليزية)